# 外れたみんなの頭のネジ
『外れたみんなの頭のネジ』（はずれたみんなのあたまのネジ）は、洋介犬による日本のホラー漫画。2015年6月14日よりコミックスマートが運営するウェブコミック配信サイト『GANMA!』にて当初は、毎週土曜日、後に毎週火曜日更新で連載中。単行本はアース・スター エンターテイメントより刊行。第4回「次にくるマンガ大賞」のWebマンガ部門にノミネートされた50作品の一つ略称：はずネジ。2021年7月2日からYouTubeアニメ化された。

## あらすじ
女子中学生・七尾ミサキは自分の住んでいる街の人々が少しずつ狂っていることに気付き、それと同時に謎の悪魔・べへりんが見えるようになる。「自分に周りが狂っていることを信じさせれば助けてやる」というべべりんの言葉を信じ恐怖体験を話すミサキだが、徐々に増す人々の狂気、戦慄の事件や巨大な陰謀に巻き込まれていく。

## 用語
613
ミサキが小学6年のころに、未道未先が6月13日に行った、ミサキのいる街をはじめ世の中を狂わせた発言。「613発言」とも呼ばれる。
作中、日本人口の5%がこの発言を信じ、613発言により人々の奇行やカルト流行、殺人が増加し、自殺者も年間5万人に届く勢いになったとされる。230話にて、613の全容が明らかにされた。
ビクの生首
作中、内容を語ると最悪死ぬとされる怪談。舞台は昭和時代の関西地方。
ヴィクテムアート事件
若い男女2人を殺害し、その遺体を芸術作品に見立てて遺棄する連続殺人事件。三件発生。その正体はアサナシ（後述）の「聖業」で、長岡三葉指揮のもとアサナシが行っていた。
命名者はニュースコメンテーターの范野。
アサナシ
夜を信奉する宗教団体「朝ニ望ム叡智ハ無シ」の略称。現教祖は長岡三葉。彼女の指示により「ヴィクテム・アート事件」や「市内七カ所異物混入事件」を実行する。
昭和初期に農家の主婦・長岡はるが、夜空に二つの月を目撃したことをきっかけに「長岡双月」と名乗り創設する。長岡三葉の祖母が二代目、三葉が三代目教祖を務める。
あまりに厳しいその修行と教義から脱会者が後を絶たず、その対抗策として彼らを留まらせる闇の技術「清浄」に長けた団体となった。これは社会奉仕の一つとして続いており、現在では親や学校から依頼され連れて来られる不良達を矯正するために行われている。後にこれが「ヴィクテム・アート事件」に繋がる。
出家信者数だけで200人以上の信者がいたが、613の影響で脱会者が相次ぎ15人にまで減少。さらにセブンスによって三葉を含む7人が死亡し、現在では幹部だった藤野鉄斎が代表を務め9人で活動している。
みみみ教
未道未先を信奉する教団。詳細は不明。

## 登場人物
人気投票の結果は103話と同時に公開された。

### 主要人物
七尾ミサキ（ななお ミサキ）
本作の主人公。女子校に通う女子中学生。物語開始時点では1年生であったが、49話で2年生に進級する。頭のツノが特徴。少々生意気なところがあるが、常識的。父母と姉がいたが、父母は事故で他界(事故死ではないとの噂もある)、姉は原因不明の自殺をしており、唯一の身寄りは別居している叔父のみである。その叔父からの仕送りを生活費に充てていたが、後に叔父が会社を辞めたため、現在は仕送りの額が少ない。また、自宅ではべへりんと共に生活をしているが、べへりんが大抵の周囲の人間に見えないため、他人から見て独り暮らしである。
自分の街の人間が少しずつ狂っていることに気づいており、状況を打開するために自身にのみ見える謎の悪魔であるべへりんを頼ることになるが、ミサキ本人が狂人たちや殺人鬼の標的になりやすいこともあってべへりんの魔力を貯めるために周辺の人間が狂っていることをべへりんに信じさせようと狂人との遭遇体験について話す。その後、｢カワイイオバサン｣の件を発端に度々狂人に出くわすうちに、人々が狂った原因「613」について迫ることになるが、同時に自分の記憶の欠如やべへりんの魔力により今まで忘れた姉・ミナトの存在と姉の死を知ることになる。
また、ミサキには「なぎさ」という兄がいたことも判明。かつてはなぎさととても仲が良く深い信頼を寄せていたが、9歳時に森の崖下で、スーツを着た全身ツギハギの男に誘拐された事がある。翌日に無傷で保護されたが、なぎさに助けを求めたにも関わらず全く助けようと動かなかった事から、なぎさに対しての好意が大きかった反動で深く失望。憎んだ末にいないものとして認識するようになった結果、なぎさの事をすっかり忘れてしまっている。
ゴトちゃんの訃報を聞いたショック状態のまま第230話で未道未先本人から「613宣言」を聞いたため、これまでの不信感を募らせた事もあり一度はベへりんに決別宣言をした。しかし内心は依存心も抱えており、二日後にはせいらとの出来事を思わず話してしまっていた事に動揺していた。その日の翌日にべへりんが家から去ると、孤独への恐怖心から家に居られなくなり逃走。あてもなく夜の街を歩きながらも怯えていた所、偶然通りかかったクラスメートの淀川茶々に助けられる。それから、「だれにも秘密で」「通いでも構わない」という条件の元、茶々の家で同居生活を始める。
茶々との同居時は一見平穏に思えたが、心の底では不安と狂気が重なりよどみを作っていた。ある日それらが限界に達し、救いを求めて「べへりんベータ」という幻影を作ってしまう。ミサキはそれを自覚しておらずべへりんが帰ってきたと思っているので、その後は今まで通り会話をするようにした。茶々を通じて事情を知ったなぎさは、幻影が「みさき」と融合する事態を危惧している。また、べへりんとの決別後から、今まで忘れていた記憶の一部がフラッシュバックするようになる。数回のフラッシュバックとモシゲとの再会から、自分が忘れてしまっている存在がいる事を思い出し、記憶がない事でひどく苦しむようになる。そして茶々から聞いた「すぺいんはうす」と呼ばれる山小屋がある裏山に向かい、なぎさと誘拐犯に扮したせいらと再会。ミナトやなぎさに関する全ての記憶を思いだす。その後は茶々のマンションを出て行き、父方の祖母・黒塚汐目の住む家に身を寄せる。
人気投票では1位にランクイン。
みさき
ミサキの中に潜むもう一つの人格。言動はおろか顔付きもミサキとは正反対。また、頭のツノも無くなっている。同時に自分に対するいじめが起きた際はそれ以上に酷い方法で相手に仕返しをしたり、何らかの経緯で殺されそうになった時には相手を言葉巧みに誘導して標的を別の人物に変えさせるなど知略的かつ強い狂気を持っている。小学生のころからこの人格が顕著になっていたが、613をきっかけに一旦は沈静化する。その後、中学2年生に進学したころに再び顕著になり始める。
その正体はミサキが3年前に誘拐された際、命の危機から逃れようとして生み出した人格。この人格に変わった事で命拾いをしたが、サバイバルナイフを常に携帯し、すぐに暴力で相手を屈服させようとする短絡的にも思える行動が目立つようになった。
未道未先による613宣言に深く感銘を受けた、いわゆる「狂ってしまった」とされる5%の内の一人であり、「みみみ」の発案者。数人の友人と共に613倶楽部を立ち上げ、「未道未先」・「未知の精神体」・「3」から613宣言はみに満ちていると思い、匿名でインターネットに「みみみ」を拡散した。
ベヘモス少年の遺品である服を着たなぎさを悪魔と認識し、襲撃して拘束。しかし「悪魔を殺す」と約束したミナトが死んでいるのを目にした挙句、613で狂った事をなぎさに責められた事により…。
べへりん/七尾なぎさ
当初、ミサキにしか見えないと思われていた謎の悪魔。ベヘモスに似ており、名前はミサキがつけた。自らを悪魔と名乗るが故に「いつなにをするか分からない」「いずれ自由になってミサキの前からいなくなる」とブラックな発言をしているが、その見た目とは裏腹にいきなりボケをかましたり、少女漫画に夢中になったりとコミカルかつシュールな一面も見せている。
目を3つ持ち、第3の目は魔力が貯まるにつれて徐々に開眼するが、魔力を貯めるには、みさきより周辺の人間の方が狂っていると信じさせる必要があり、また魔力によって怪力を出すことが可能で、実際その怪力で幾度となくミサキの窮地を救っている。また、「613」や「みさき」、ミナトの死の真相について何か知っているようだが、それらをミサキに教えるにはかなりの魔力が必要である。
230話にてミサキからの決別宣言、その数日後の激しい動揺ぶりを見て、ミサキの探究心・孤独への恐怖・べへりんへの依存心が最高潮に達したと判断。洗面所の鏡に、たとえ話としてある男のエピソードと「ミサキにとって高く手の届かない窓になる」というメッセージを残しミサキの前から姿を消した。ミサキが茶々のマンションに同居したことも既に知っているらしい。
その正体はミサキの兄の「七尾なぎさ」。かつての一人称は「ボク」で、300話時点で16歳の高校1年生。不登校生でもあり、自己学習と読書・外界の観察をしながら過ごしている。613の3年前にあった「ミサキ誘拐事件」に遭遇した時、ミサキに助けを求められた。しかしあまりの恐怖に立ち竦む事しか出来なかった為に誤解したミサキから激しく憎まれ、いないことにされた人間だった。本人も当時の事を悔いており、何かをしていないと心が冷え込むほどの罪悪感と自己嫌悪を抱いていた。また、ひどい悪夢を見る為に不眠症を患っており、長くても2時間しか眠れないことが殆どだった。
数年前、付き合いが長かったゴトちゃんの他、「ぜうすのおじさん」と呼ばれたホームレスとの交流がきっかけで出会った自称ベヘモスの化身を名乗る「ベヘモス少年」と行動を共にするようになる。べへりんとしての姿や言動はなぎさ本来のものとは全く違う物で、今のなぎさの言動や立ち振舞いはベヘモス少年のものを模倣していると語っている。
不法投棄されたロッカーの中で寝ようとしていた所にせいらと会い、不眠症で悩んでいたある日の事とベヘモス少年との話を語る。そして、せいら・茶々の協力を得て、ミサキの記憶を完全に戻す為にミサキと再会した。
人気投票では4位にランクイン。

### ミサキの学校関係者
ゴトちゃん / 後藤みちる（ごとう みちる）
ミサキの1年の時のクラスメイトで、小学校時代からの親友である女子中学生。「無いもの」や「居ない人」が「見える」ことを示唆する場面が描かれているものの、その詳細は不明。
姉からまた聞きした「ビクの生首」の怪談を話している途中、頭上から落下してきた机に頭をぶつけたことで重傷を負って入院し、ミサキと音信不通となる。その後、クラスで出席すら確認されないようになったことから死亡したかに思われたが、実は生きており、後にミサキに不気味な粘土像を送った。81話ではついにミサキの前に現れて再会を果たし、ミサキとの思い出がある洞窟に行くも、「ビクの生首」を語ったせいで真中姉妹に狙われてしまい、最期はレオナにハサミで腹を刺されて絶命した。
なぎさとも付き合いが長く、危なっかしい面があることを気にしていた。また、兄妹の確執を知っており、ミサキがなぎさの話題になると「無」の顔になって拒絶している事を気に病んでいた。ミナトを失ったミサキが心を無くしている間もずっとそばに寄り添い続け、心ない噂話からミサキを庇う様子も見られた。
324話より、自分から死を望むような行動をしていたことが発覚。その理由について、「世界と親友の狂気に疲れ、病んでしまった」ものと推測されている。
人気投票では8位にランクイン。
戸田せいら（とだ せいら）
ミサキの2年のクラスメイト。穏やかそうに見えるが、その実では家族から追われているある人物に情けを掛けつつも、実際は赤の他人や家族と一緒にいることが一番良いという理由であっさりその人物を家族の元に引き渡したり、昔のクラスメイトが悲惨な死に方をした際は皮肉を言いながら嘲笑ったり、ミサキが困り果てていた時には慰めながらも、内心では今後どうなるかを見届ける事を楽しみにしたりと、狂気的な一面を垣間見せているサイコパス。祖父と2人で暮らしている。1年の時は別のクラスであったが、成行きでしばしばミサキと行動を共にすることが多かった。2年で同じクラスになって以降、よりミサキと一緒に行動することや茶々とも行動することが増える。
ミサキには表向き友人として接しているが、内心ではミサキを自分に依存させ、奴隷のようにしたいと思っている。その為、同じようにミサキと「仲良く」している茶々とは陰でいがみ合うようになる。
過去に夫を亡くしたショックで廃人となった母親に捨てられたことが後に判明し、613以降は家まで押しかけた母親に一緒に暮らすことを持ちかけられるが、すっかり未道信者の狂人に成り果てた姿に失望し、窓から突き落とした。
人気投票では2位にランクイン。
降羽奈夢（ふりば なむ）
ミサキの学校の超心理学同好会に所属する女子生徒。ミサキの先輩。狂気的な性格で、標的にした人物を監禁しては心理学的な人体実験を行っており、その事に快感を示しているが、反面ではミサキに頼まれて未道信者から未道未先の居場所を聞き出そうとするなど優しい一面も見せている。
実は大企業の令嬢で、監禁部屋は祖父の遺産である。
名前の元ネタはフィアニス・テイラー・バーナム。
人気投票では6位にランクイン。
淀川茶々（よどがわ ちゃちゃ）
ミサキの二年次からのクラスメイト。
大人しい性格。自称「観察者」。「色々なグループに入り込みその様を観察し嘲笑（わら）う者」とも述べている。
メイン回は単行本第2巻の特別読切『観察者の目』のみだが、作中には実は様々なところで紛れるように登場しており、ミサキは彼女を見た時に既視感があった。
両親が別居中で現在は母親とマンションに暮らしているが、母親は滅多に帰宅しないために実質一人暮らし同然で過ごしている。244話で自宅を飛び出し行くあてを失ったミサキを保護し、2つの条件をつけた上で同棲を持ちかけた。
せいら・べへりんと「ミサキ包囲同盟」を組んでいる。ミサキが全ての記憶を取り戻そうとしている事を察し、彼女との別れを惜しむような素振りを見せた。
桑畑真知子（くわばた まちこ）
ミサキのクラスの転校生。小学3年生の時にミサキやゴトちゃんのいる小学校に一時期転校してきたことがある。その時は性格故にゴトちゃんを困らせたが、ミサキの狂気的な発言によって黙らされ、それからすぐに転校して行った。その後、ミサキが中学2年に進級したころに再び転校生として彼女の学校にやって来るが、再会して早々にゴトちゃんを馬鹿にしたためにミサキの怒りを買って黙らされる。それに怒りを覚えて再会した別のクラスメイトを巻き込んでミサキをいじめようとしたが、ミサキから人格が入れ替わったみさきによって酷い方法でやり返される。再びいじめを仕掛けようとしていじめに協力したクラスメイトの裏切りによってみさきからさらなる仕返しを受けた。
それでも懲りず、今度は高校生の彼氏を嗾けてみさきを狙うもみさきの策と現れた薮中かすみにより失敗し、逆に酷い目に遭わされてうんざりしていた彼氏から関係を絶たれてしまう。散々な目に遭ったことでトイレで悔しがっていたところをやってきたみさきにいじめから手を引けと強要され、破ったら寄生虫を飲ませると脅されたため、恐怖のあまりみさきの前でミナトとみさきに関するある噂をぶちまけ、その場を去った。
狩尾（かりお）
理科担当の男性教師で、ミサキの2年次の担任。よく授業の空き時間にサイコホラーの小噺をしており、それが理由なのか生徒に人気がある。
真中サトミ（まなか サトミ）
ミサキの学校の1年次の女性教師。担当は古文。大人しい教師に見られていたが、その正体は狂気を秘めた未道信者である。授業崩壊に悩まされた挙句に姉・レオナと共に生徒傷害事件を起こして失踪するが、去る直前でミサキと会い、「自分の授業を真面目に受けてくれたのは貴方だけだった」と伝えた上で彼女だけは標的から外して見逃した。失踪後の行方は不明だが、作中には度々登場し、姉と共に人を殺して回っており、後にミサキの親友であるゴトちゃんを殺害して姉と共に失踪した。その後、未道のスパイとして活動している。
宇喜多キザミ（うきた　きざみ）
ミサキの後輩。1年D組在籍。長い黒髪に、眼鏡とギザギザの歯が特徴的な、奇妙な少女。613を機に、狂人が増えた事から狂人ウォッチ部を設立した。「未道の隠し子」を自称しており未道と行動を共にしているが、茶々によると「病的なウソツキ」との事。
小学生の時は父親の「正直であれ」という教えもあり「学校一の正直者」と呼ばれるほどの正直だったために冷遇されてきた。しかし2年前、親に告げ口されて叱られた事で逆恨みした従姉から自分が父親の養女である事を知らされ、実の子だと嘘をつかれていた事実に気付く。それから学校ではかなりのウソつきになり、父親には自分から祖母と共に暮らす事といつも話してくれた「正直者の例の話」が嘘である事を告げて決別した。
春日野ハルサ（かすがの　はるさ）
203話で、ミサキのクラスに転校してきた、長身で可憐な少女。狩野曰く「『ある環境で』過ごしてきたので、とても純粋」との事だが、実際は思った事をはっきりと口にする性格故に好き嫌いが分かれやすく、ミサキも彼女を嫌っている。
その出自は「アサナシ」三代目教祖であり、後に『ワッタル』となった長岡三葉の異父妹。三代目教祖候補・後に三葉のスペアとして扱われていたが、理不尽な事で殴られていたり、身なりがよくなかったりと、扱いはかなり悪かった模様。アサナシ崩壊の隙をみて教団から離脱した。
また、ミサキの小学生時の同級生だったイノウエと友達だった事が判明。上記のような環境にいた中、唯一イノウエには好感を抱いていた。

### 高校生
薮中かすみ（やぶなか かすみ）
女子高校生。日中は大人しいキャラを演じているが、夜間は金属バットや特殊警棒を持って徘徊しては目を見て「死すべし」と認定した相手をハイテンションで襲撃した上で半殺しにする私刑に勤しんでいる。
初めてミサキと出会った時はこの町が狂っていることについて共感し、最初は親しく接していたが、後にミサキのある言動を見て彼女も狂っていると疑い始める。その後、ミサキを完全に「死すべし」と認定したことで彼女を襲撃するが、ミサキを助けに来たべへりんに殴り飛ばされて気絶した。それ以降はミサキと会うことはないものの、それでも前述の私刑だけは続けている。「7」に似たマサカリ持った状態のセブンスを「死すべし」と認定した上で金属バットを用いて戦ったが決着はつかなかった。
過去に幼稚園から中学校まで一緒の「チエちゃん」という親友が未道未先の613発言により狂人になってしまったという悲惨な体験を味わっており、故に未道のことを自らの手で殺すと決意するほどに憎悪している。しかし、未道の訃報を知ってからは今まで以上に無気力になってしまった。
人気投票では7位にランクイン。
セブンス / 水川文比呂（みかわ ふみひろ）
男子高校生。「7」への異常なまでの執着から、世間では「セブンス」と呼ばれている。数年前にバス放火事件に遭遇し、その際に前から7番目の席に座っていたことで唯一生還しており、以降は数字の「7」を崇拝するようになり、「7」に似たマサカリを武器とする殺人鬼となって「7」に関連した相手を標的にした上で殺害するという殺人事件を起こすようになる。
11歳のころに実父に誘拐されたことがある。
人気投票では5位にランクイン。
長岡三葉（ながおか みつは）
水川のクラスメイトの女子生徒。実はヴィクテムアート事件の主犯にして宗教団体・アサナシの教祖。水川の行動から彼こそがセブンスの正体だと看破し、以降は行動を共にして一緒に殺人を行うようになる。誘拐したミサキを殺害しようとするも、みさきの誘導によりセブンスに攻撃され、顔に深い傷を負う。
セブンスの一件の際に死亡したかと思われていたが、精神が正常でなくなったものの生存しており、『ワッタル』としてセブンスを探し深夜の公園などに度々出没していた。単行本7巻収録の特別編でついにセブンスと再会し交戦するも敗北、彼女の生首はアサナシの本部に送られた。
信者を減少させた613を忌々しく思っている。
ニードル / 播磨センイチ（はりま センイチ）
ニュースで世間を騒がせる殺人鬼の少年。武器は針。父親はおらず母親に愛されて育ったが、10歳のころに母と死別した。親不孝な人を嫌う。セブンスに憧れて、彼と接触しようとする。水川と関わる事が多いが、彼の正体には気付いていない。

### ミサキ達の家族
七尾ミナト（ななお ミナト）
ミサキとなぎさの姉で、本編では既に故人。高校時代に事故で他界した父母に代わり、親代わりとしてミサキ達の面倒を見た。しかし、その為に大学進学と夢を諦める事を余儀なくされた上、周囲からは善人である事を強要される。
そのため、少しの遊びやふざけを許されない事に苦しみながらも清く正しく過ごしてきた。また、「ミサキ誘拐事件」と613宣言後の弟妹の変わりように内心では「ちゃんとしろよクソガキども」と吐き捨てており、自己嫌悪に陥っていた。
元恋人を自称するモシゲから助けてくれた青年「静原狭霧」と出会い上記の心の内を話して以来、彼の家に通いつめるようになる。静原と新しい家族を築くべく、誕生日プレゼントでもらったという「絞殺用ワイヤー」と「後始末をしてくれる電話番号」を手になぎさとミサキを殺そうとしていた。しかし、なぎさの言葉で我に返ると、自分がやろうとしていた事を激しく後悔し、家族と世界に別れを告げて自殺した。享年24歳。
黒塚 汐目（クロヅカ シオメ）
ミサキ達の父方の祖母でミサキ曰く70歳ぐらい。「変人かつ狂人、ミサキの父をいないものと冷遇した」などと噂されており、近所の子供から「おにばば」と恐れられている。
見た目はミサキにそっくりだが、頭にツノが2本ある。性格は疑り深く、その強烈な猜疑心から親戚一同から縁を切られている。独特な喋り方をする。613以前から世間は狂っていたと考え、613に対してはあまり賛同していない。
女手一つで息子・オキを育てたが、オキを守る為とはいえ過去何度も暴力沙汰を繰り返してきた事からオキからは恐れられていた。33年前のある日、家出後に帰宅したオキが別人のようになっていた事に戸惑い、長い時間をかけて事の顛末を知る事になる。そして、オキと「み」の因縁を絶つべく、市役所にいたオキの前に突然現れ、孫娘達を強引に改名させた。
七尾(黒塚) オキ
ミサキ達の父親。母子家庭で父の事を何も知らず育ち、激しく気性の荒くなる母親を10歳の頃からとても恐れていた。成人後も親子関係に溝が生じており、結婚時に妻・みはまの名字である「七尾」へ改姓している。
幼い頃のミサキに「10歳の時、母である汐目に突然いないものにされた」と話していたが、実際は14歳の時に、ある人物に唆されて母をいないものとしていた。また、その人物の影響で「み」に心酔するようになり、娘達が産まれた時もそれぞれ「みなと」「みさき」と名付けようとしたが寸前で汐目に阻止された。
妻共々、ミサキが7歳の時に事故死したと思われているが…。
七尾青雲（ななお せいうん）
ミサキ達の母方の叔父。両親と姉を亡くしたミサキ達の後見人となり、遠方から毎月生活費を振り込んでくれる。

### その他重要人物
未道未先（みどう みさき）
「613」発言によりミサキのいる街を初めとした世の中を狂わせた元凶で、年齢は48歳。教養があって口が上手く、正気がある一般人に会っては言葉巧みに言い包めて狂人へと変貌させている。また、その口の上手さから言葉を信じる狂人の信者も多く、彼らからは「未道様」と呼び慕われている。日本の前総理大臣。
極秘に「入院」措置が取られている（世間では死亡扱いされていた）が、脱出することもしばしばあり、脱出した後は変装して色んな飲食店に行っては金が無くなれば自首してまた戻ってくるといった行動を繰り返している。
檻の中の生活に飽きると共に外の世界を見てみたいという理由で完全な脱走を決意し、146話では大学のころの同級生だったケイナとの面会で彼女に殺害されそうになるも藤堂に救われ、さらには隙を突いてケイナが投げつけた猛毒入りの義眼を使って藤堂に重傷を負わせ、自らを人質に取って脱走した。
母親は小さな劇団の主演女優。その後の動向は明言されなかったが、229話から本格的に再登場。ゴトちゃんの訃報を聞いて激しいショックを受けたミサキの前に表れ、かつて話した613宣言を再び始めたと共に、ミサキが未道に深く感銘を受けていた事を教える。ミサキが去った後、同じく613宣言を聞いていた藤堂と対峙。「宣言を真実と思って話したのか、虚構と分かっていて話したのか」という問いには答えず藤堂がその問いをしてきた日を「到達点にする」と宣言し、予め所持していたナイフで自分の首を切り、自殺を図った。死因は公には、療養中の病院での心不全と発表された。
真中レオナ（まなか レオナ）
サトミの姉で、妹と同じく未道未先の信者。異常な子供好きだが、陰で子供の人形を口にしていた事から正確には子供を食べるのが好きなようである。ミサキの街のマスコット「ばんさちゃん」の中の人であったが、妹が務める学校（ミサキのいる学校）で生徒傷害事件を起こし、姉と共に失踪する。
人気投票では9位にランクイン。
藤堂誠志郎（とうどうせいしろう）
未道の「警護」役の男性。未道と歳が近いが年下。世の中が狂い始めたことや犠牲が出始めたことからその元凶である未道を危険視すると共に憎しみの感情を抱いており、彼のことを「慕うべき人間ではない」と考えている。また、学生のころに一度だけ未道に会ったことがあるが、互いに覚えていない。未道暗殺未遂を機に彼の殺害を決意するものの、暗殺者の持ち込んだ猛毒の義眼により重傷を負って失敗する。その後、一命を取り留め、同僚に対して警察を辞めることを告げると同時に今度は自らの手で未道を捕まえることを決心した。
231話で再登場し、未道の613宣言を聞いていた。未道に613宣言は真実と思って話したか、嘘と分かって話したのかを尋ねたが、未道はそれには答えず、藤堂の目の前で自殺を図る。すぐに止血をするべく駆け寄ったが彼が間もなく死んだ事を悟ると、自分達や世界を置いていった事への怒りを叫んでいた。
未道の死後は政府に捕まり、監視される立場になった。
伍子城ケイナ（ごしじょう ケイナ）
伍子城ホールディングス会長の妻。年齢は48歳と思われる。旧姓は酒井。
未道の大学時代の同期で同じゼミだった。大学2年の時未道に興味を持ち6月13日にデートの約束をしたが未道の脅しにより諦める。
「入院」措置がとられている未道を、猛毒を込めた義眼によって暗殺しようとするが藤堂により防がれ射殺される。
みみみのおじさん(仮)
みみみ教信者の男性。本名不明。第6話で初登場しミサキを襲おうとするも逃げられる。第9話で再登場し再度ミサキを追い詰めるが、藪中かすみの登場により失敗し半殺しにされる。
その後もミサキの回想や妄想で度々登場し、ついには単行本8巻の特別読切でメイン回を獲得し、さらなる狂気が描かれた。
人気エピソード投票では初登場回『みみみ...』が1位を獲得し、人気キャラ投票では数回しか登場していないにも関わらず3位を獲得するほどの人気を見せる。
イノウエ
ミサキが小学5年生のときのクラスメイトだった少年。下の名前は不明。
かつては、暴れん坊かつ狡猾で周囲の手を焼かれていたが、「アサナシ」に送られた事で、品行方正な性格になる。だが、小学6年生のときに突然、自分の指を噛み切って教室中を血塗れにして、精神崩壊を起こし、再び「アサナシ」に連れて行かれた。
その後、117話でミサキを助け、118話でセブンスに自分を殺害する代わりに他の人達を見逃してほしいと頼んだ事で、承諾された。春日野ハルサとは友人だったらしい。
モシゲ
46話で初登場の男性。ミナトの元恋人を自称しているが実際はミナトと帰り道が同じだけのただの高校の先輩。ミナトの死について事情を知っており、ミサキ達とも関わりがあったらしい。
その後、292話でミサキの自宅のインターホンを執拗に鳴らしていた所を目撃される形で再会。ミナトが本当に好きだったという静原狭霧という男の存在と、家族に対しての本心をミサキに語る。
ミナトに付きまとい、モシゲを拒絶した彼女の背中への落書きや虚言で周囲に悪評を騙ろうとしていたところを通りすがりの静原に見つかり、ミナトやその家族に干渉したら去勢をすると脅されていた。その後46話にてミサキと再会した事で約束を破ったと判断され、本当に去勢されてしまった。
ベヘモス少年
自分をベヘモスの化身だと騙る小太りの少年。白シャツと蝶ネクタイ、サスペンダー製のズボンをいつも着用している、理屈っぽく、非常にはっきりとした物言いをする。「ぜうすのおじさん」と呼ばれているホームレスの老人の弟子になって説法を聞いていた所、そこで出会ったなぎさと交流するようになり、ある日七尾家に遊びに行く事になる。
かつての姿は痩せてて小柄で無口で、天使に例えられるほどの中性的な容姿の少年だった。しかし母親に性的暴行を受けそうになった時、命と世間体を失う覚悟で今の人格を誕生させると定着、かつての自分を心の奥底に押し込んでしまう。この経験から、自分でも自覚していない人格を表に出す事を「ウラオ」と呼んでいる。ウラオの人格の多くは、本人より強力かつ獰猛とも語っている。
なぎさからミサキの話を聞いて興味を持ち、2階の自室にいたミサキと対面。脅しに怯む事もなく、馬乗りになって首を絞めていた所をなぎさに見つかり、家を追い出される。
なぎさとの別れに「寂しい」と思いはじめていた矢先、613の影響で狂った「カバにトラウマを持った女性」から複数のボウガンを射られ、致命傷を負う。騒ぎを受けて駆けつけたなぎさに、「群れ」から解放される喜びと613に対する忠告を話して息絶えた。彼が生前着ていた服装は遺品分けと称した厄介払いの元、遺族によりなぎさに贈られた。
浜中うず（はまなか　うず）
ゴトちゃん達姉妹の祖母。容姿はゴトちゃんに酷似している。
引っ越してきたばかりの汐目に、地域の様々のルールを親切に教えてくれた。ゴトちゃん曰く汐目とは親友だった様だが、実際には「ルール」に背いてペチヒコを撃退・地域の閉鎖性を非難した汐目に敵対心があった模様。遺言状を遺し、20代の若さで亡くなっている。
後藤　さざなみ
ゴトちゃんの姉。周囲から「優しい子」と思われていた妹の本性に気づいており、「ビクの生首」関連における妹の行動の理由について考察している。
後藤　行勝（ごとう　ゆきかつ）
ゴトちゃん・さざなみの従兄弟だが、二人とは祖母違いにあたる。父親にしつけと称した虐待を受けていたが、ミサキ達のおかげで父親から解放されたと感謝の意を示している。
ゴトちゃんの遺品整理を行っている最中、彼女の部屋から大量の「ビクの生首」の空ケースを発見する。

## 書誌情報
1. 洋介犬 『外れたみんなの頭のネジ』アース・スター エンターテイメント〈アース・スターコミックス〉、既刊13巻（2022年4月12日現在）
  1. 2016年11月12日発売、ISBN 978-4-8030-0960-6
  2. 2017年3月11日発売、ISBN 978-4-8030-1002-2
  3. 2017年7月12日発売、ISBN 978-4-8030-1070-1
  4. 2017年11月13日発売、ISBN 978-4-8030-1125-8
  5. 2018年3月12日発売、ISBN 978-4-8030-1170-8
  6. 2018年9月12日発売、ISBN 978-4-8030-1227-9
  7. 2019年3月12日発売、ISBN 978-4-8030-1279-8
  8. 2019年7月12日発売、ISBN 978-4-8030-1310-8
  9. 2020年2月13日発売、ISBN 978-4-8030-1383-2
  10. 2020年8月12日発売、ISBN 978-4-8030-1440-2
  11. 2021年2月12日発売、ISBN 978-4-8030-1490-7
  12. 2021年8月12日発売、ISBN 978-4-8030-1549-2
  13. 2022年4月12日発売、ISBN 978-4-8030-1632-1
  14. 2023年7月1日発売
  15. 2024年3月1日発売
  16. 2024年4月1日発売
  17. 2024年5月1日発売
  18. 2024年6月1日発売